# 強風 (航空機)
川西 N1K1 強風
佐世保航空隊の強風（推力式単排気管を備えた後期生産型）
- 用途：対航空機戦闘
- 分類：水上戦闘機
- 設計者：菊原静男
- 製造者：川西航空機
- 運用者： 大日本帝国（日本海軍）
- 初飛行：1942年（昭和17年）5月4日
- 生産数：97機
- 運用開始：1943年12月
- 運用状況：退役

強風（きょうふう）は川西航空機が太平洋戦争時に開発した日本海軍の水上戦闘機である。略符号はN1K1、連合国側のコードネームはRexであった。主任設計技師は二式飛行艇も手がけた菊原静男。
本機は水上機でありながら空戦を主目的とした機体として設計されたが、開発が難航したことで活躍の時期を失い、性能も期待外れで操縦も難しかったことから、生産数は100機に満たない。本機登場までのつなぎとして、零戦を水上機化した二式水上戦闘機が開発されたが、こちらの方が生産数も多くそれなりに戦果も残している。
しかしながら、のちに本機をベースに改設計して開発された局地戦闘機（陸上機）の「紫電」は、大戦末期に日本本土に襲来したB-29や米航空母艦艦載機の迎撃に投入され、本土防空戦の遂行に大きな役割を果たすこととなる。

## 開発経緯
日本海軍は支那事変時に九五式水上偵察機を要撃機や攻撃機の代わりに使用した実績から、南洋諸島に侵攻した際の飛行場完成までの制空権確保および空母艦載機の不足の補填を目的として本格的な水上戦闘機の開発を1940年（昭和15年）に決定した。第一次世界大戦以前は水上機が中心となって戦闘任務を行うことも珍しくなかったが、第二次世界大戦頃には観測や偵察任務用の機体がほとんどであり、本格的な空戦を行える水上機の開発は当時の日本の事情を反映したユニークなものであった。
1940年9月、海軍は水上機の開発経験が豊富な川西に十五試水上戦闘機として本機の試作指示を行った。試作指示書に示された要求仕様の概要は以下のとおりである。
- 最高速力：高度5,000メートルで時速310ノット（574km/h）以上
- 航続距離（時間）：巡航速度で6時間以上
- 武装：20mm機銃×2及び7.7mm機銃×2 または 13mm機銃×2及び7.7mm機銃×2 または 7.7mm機銃×4
- 爆装：30kg爆弾×2

この仕様を当時ちょうど実用化された零戦一一型と比較した場合、速度で30ノット(56km/h)以上上回り、航続距離で3分の2、武装で同等以上となる。簡単に言えば新鋭主力戦闘機と同じ性能の水上機を作る事を要求されており、特に速度の要求は水上機に求められるものとしてはほぼ実現不可能と言うべきものであった（同時期に開発が行われていた雷電の原型機(J2M1)の最高速度でさえ578km/hである）。結果的に完成した機体の最高速度は要求を100km/h近く下回ってしまうが、川西の菊原静男技師を中心とする開発陣では後述するような技術的努力を行い、要求を満たすべく意欲的に開発に取り組んだ。なお本機の開発は難航が予想されたため、そのつなぎ的な意味合いで零戦一一型を基にした二式水上戦闘機が中島飛行機によって開発・生産され、太平洋戦争緒戦で活躍することになった。

## 設計

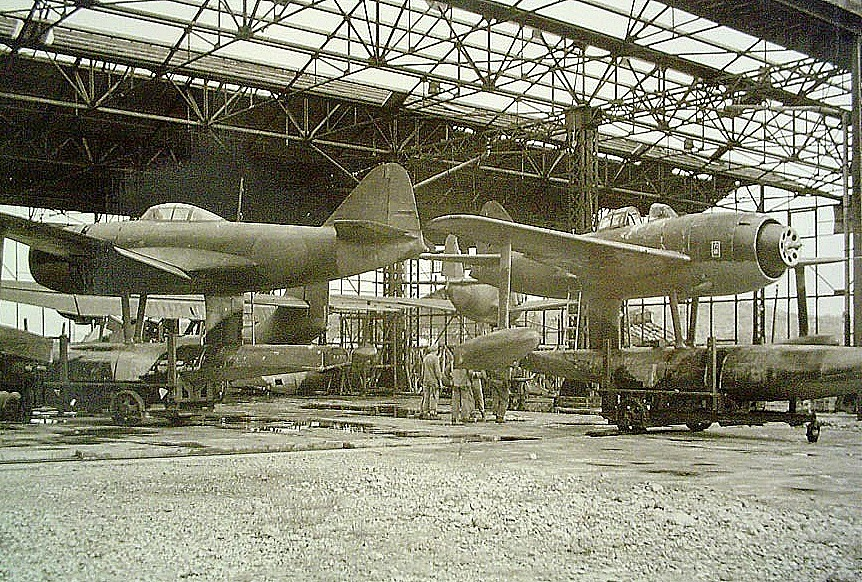
1946年に撮影された強風

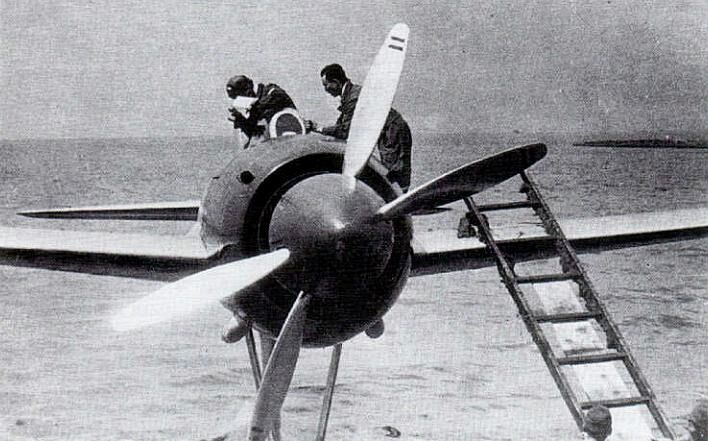
強風の原型機の2重反転プロペラ

川西は海軍の要求仕様に応えるため、前年に試作指示された水上偵察機である紫雲同様の各種新基軸を取り入れた。以下に機体各部ごとにその特徴を説明する。
エンジンと胴体形状
当時利用可能であった大馬力のエンジンとして三菱製の火星（出力約1,500hp）が採用された。火星は大出力ではあったものの戦闘機用としては直径(1,340mm)が比較的大きく、エンジンを配置した機首部分が最も太くなるような通常の単発戦闘機のスタイルでは空気抵抗が大きくなると予想された。そこで川西は同じく火星を搭載した雷電と同様の紡錘形の胴体形状に着目した。当時の海軍工廠の風洞実験では同じ最大断面積を持つ胴体ならばその最大位置が胴体中央寄りの方が抗力削減の点で有利であるという結果があり、紡錘形の胴体はそれを応用したものであった。紡錘形とするためにエンジンは胴体中央寄りに配置されてカウル前方は絞られ、それにより生じたエンジンからカウル前端までのクリアランスのためにプロペラシャフトは延長された。これは雷電と同様の処置であったが、同機に装備されていた狭いカウル開口からの空気流量を補うためのエンジン冷却ファンは装備されなかった。
主翼
強風の主翼は、胴体との干渉抵抗が少なく、かつ滑走中に水の飛沫が当りにくい中翼配置が採られた。またその翼形として層流翼が採用された。層流翼とは翼上の気流の乱流遷移を遅らせて空気抵抗を減少させる翼形であり、速度向上に効果があると期待された。当時層流翼は様々な形状のものが研究されており、いくつかの軍用機（P-51や彩雲など）にも採用されていたが、強風に採用されたものは東京帝国大学（現・東京大学）の谷一郎教授が発明したLB型層流翼であった。通常翼は断面の最大厚位置が翼弦の30%付近にあるが、LB型層流翼の最大厚位置は翼弦の40%ほどの位置にあり、圧力勾配が正となり気流が安定して流れる範囲を拡大していた（紫雲の翼もこのLB型層流翼である）。なお層流翼がその効果を発揮するには翼表面の平滑度が高くなければならないが、当時の工作技術では必要精度を実現することが難しかったのではないかという見解もある。
高速を要求された強風は翼面荷重も高く、離着水性能との両立を図るため翼根の主翼取付角4度と戦闘機としては異例な大角度になっており、初飛行ではフラップを納めた途端に翼根失速の乱流が水平尾翼を叩いて振動を起こした。対策としてフィレットを大型化している。
フラップ
運動性、特に旋回性において陸上機や艦載機との戦闘を有利にするため、川西は速度と荷重に応じてファウラーフラップを最適な角度で自動動作させる自動空戦フラップを開発した。これは動圧と荷重を検出するための水銀を入れた容器（マノメータ（液柱圧力計）の一種）を使用しフラップの自動調節を可能にするという川西独自の発明であった。強風は高速性を実現するために翼面荷重が比較的大きかったが、この自動空戦フラップにより翼面荷重の小さい二式水上戦闘機にも遅れをとらない旋回能力を獲得することに成功した。なお強風に搭載された装置は試製品であり、より完成されたものが紫電に搭載された。
フロート
フロートは二式水上戦闘機と同様に胴体下の主フロートと両主翼下の補助フロートで構成されていた。主フロートは前方では開度の小さいV字型の支柱で支えられ、後方では厚みが薄く機軸方向に広い支柱で支えられており、それぞれ空気抵抗の削減が意識された形状となっていた（これは二式水上戦闘機の支柱の配置とは前後が逆である）。補助フロートは当初は紫雲と同様の引き込み式とする案も検討されたが、同機でのトラブルを受けて機構の複雑化を避けるため固定式とされた。
プロペラ
原型機では螺旋状のプロペラ後流による機体の偏向性解消のため、紫雲と同じく2翅のプロペラを備えた2重反転プロペラを採用した。これによって離着水が容易となり、操縦性・方向安定性も良好でテストパイロットからの評判も非常によかったが、紫雲でも問題となったプロペラ減速機の複雑さからくる整備性の悪さと油漏れを解消する事が出来ず、量産型では通常の3翅プロペラに切り替えられた。ただし前期生産型では2枚目のプロペラが配置されるはずだった位置に間隙が残されており、プロペラスピナーがカウル開口から前面にせり出したような特徴的な外観となっていた。
なお後期に生産されたものは集合式排気管が推力式単排気管に改められ、またカウル前端が延長されて2重反転プロペラの名残で冗長なスペースのあったプロペラスピナーの後部はカウルで覆われた。
なお離昇出力1460馬力の「火星」エンジンの左トルクは強烈で、それを打ち消すために相当な強さでフットバーを操らねばならず、離着水も困難であったと言う。

## 空戦フラップの実効性
海軍航空技術廠飛行機部が、1942年（昭和17年）12月から1943年（昭和18年）2月まで、空戦フラップによる実験を行っている。データは活動写真経緯儀により飛行の経緯を記録し、自記加速度計を併用して得られた。実験高度は2,000mである。実験時の強風の重量は3,500kg、翼面荷重は148.9kg/平方mである。空戦フラップを用いると、旋回半径が通常の70% - 80%へ減少した。このとき旋回時間の減少は見られなかった。宙返りに関しては直径が減少し、宙返りに要する時間も減少した。
強風が148ノットで進入し、旋回した際、荷重は3.3Gかかり、旋回半径は180m、時間は15.5秒を要した。これに対し、151ノットで進入し、19度でフラップを効かせた場合、荷重は4.1G、半径は140m、時間は14.5秒であった。
| 旋回半径             | 旋回半径  | 旋回半径 | 旋回半径 | 旋回半径 |
| フラップ使用（19度） | 進入速度  | 翼面荷重 | 旋回半径 | 旋回時間 |
| -------------------- | --------- | -------- | -------- | -------- |
| なし                 | 148ノット | 3.3G     | 180m     | 15.5秒   |
| 有り                 | 151ノット | 4.1G     | 140m     | 14.5秒   |

同様にして宙返りを計測した。
190.5ノットで進入しフラップを用いなかった場合、宙返り直径は305m、最大荷重3.4Gであった。宙返りの頂点までに11秒かかり、速度は105.4ノット、荷重1.65G、高度差は437m（進入した地点から）である。また宙返り終了に要した時間は23秒、高度差は-111m（進入した地点から）、速度は184.5ノットであった。
これに対し、189.4ノットで進入しフラップを19度で行った場合、宙返り直径は250m、最大荷重4.0Gとなった。宙返りの頂点までに9.5秒、高度差398m（進入地点から）、速度は95.5ノット、荷重は2.0Gである。また宙返り終了に要した時間は17.5秒、高度差は95m（進入地点から）、速度は142ノットであった。
使用時と不使用時では高度差が200m生じ、また空戦フラップ使用時の速度低下はかなり大きかった。
| 宙返り               | 宙返り      | 宙返り     | 宙返り   | 宙返り       | 宙返り      | 宙返り   | 宙返り           | 宙返り   | 宙返り           | 宙返り      | 宙返り |
| フラップ使用（19度） | 進入速度    | 宙返り直径 | 最大荷重 | 頂点到達時間 | 頂点速度    | 頂点荷重 | 開始→ 頂点高度差 | 終了時間 | 開始→ 終了高度差 | 終了速度    |        |
| -------------------- | ----------- | ---------- | -------- | ------------ | ----------- | -------- | ---------------- | -------- | ---------------- | ----------- | ------ |
| なし                 | 190.5ノット | 305m       | 3.4G     | 11秒         | 105.4ノット | 1.65G    | 437m             | 23秒     | -111m            | 184.5ノット |        |
| 有り                 | 189.4ノット | 250m       | 4.0G     | 9.5秒        | 95.5ノット  | 2.0G     | 398m             | 17.5秒   | 95m              | 142ノット   |        |

## 運用・評価
1943年12月21日に強風は制式採用されたが、既にその時期にはソロモン方面の戦いはアメリカ軍の勝利で決着し、日本は絶対国防圏の死守を唱えて守勢に回っており、島嶼部での侵攻を目的に開発された本機の活躍の場はほとんど消滅していた。そのような状況ではあったが、制式採用と同時に強風はインドネシアのアンボン島やマレー半島西岸沖のペナン島に展開していた水上機部隊に配備され、少数ではあるもののB-24やその哨戒機型のPB4YおよびB-29の撃墜破を報告している。対爆撃機戦闘の際は時限起爆式の30kg爆弾を敵機上方から投下しその爆発によりダメージを与えるという戦法を採ることが多かったようである。一方、日本本土では佐世保航空隊や大津航空隊（琵琶湖）に配備されて防空任務についていたが、戦績はほとんど皆無であった。そのほか菊水一号作戦の直掩などにも使用された。
なお1945年2月16日、千葉県館山沖で1機の強風が零式艦上戦闘機と交戦中のF6Fに横槍を入れるかたちで戦闘に突入、格闘戦の末、1機の撃破を報告している。これは強風が敵戦闘機に対して挙げた唯一の戦果であるという。
結局本機は登場時期を逸し、本来つなぎ的存在であったはずの二式水上戦闘機の方が活躍するという結果に終わってしまった。しかし、このような事情があったからこそ強風は紫電の母体となったとも言える。当時の海軍も強風が時局に見合わない存在であることを見抜いていたので発注数は予定より大幅に削減されたが、それは川西に事業の不振を懸念させ、本機を陸上機化した紫電の開発を促すことになった。紫電は層流翼や自動空戦フラップといった本機の特徴を受け継ぎ、大戦末期に最後の奮戦を見せることになる。
強風の生産は川西のみが行い、総生産数は試作機を含めて97機であった。この内31機程が終戦時に残存していた。なお生産された全ての機体は強風一一型に分類されるが、紫電二一型を水上機としてフィードバックした強風二二型という派生型の開発計画があったとされている。

## 性能諸元（強風一一型）
- 乗員：1名
- 全長：10.58 m
- 全幅：12.00 m
- 全高：4.750 m
- 翼面積：23.500 m2
- 空虚重量：2,700 kg
- 最大離陸重量：3,500 kg
- エンジン：三菱 火星一三型 （空冷星型14シリンダー、離昇出力1,460hp）
- プロペラ：住友ハミルトン 油圧式可変ピッチ定速回転3翅プロペラ
- 最大速度：488.9 km/h
- 巡航速度：352 km/h
- 降着速度：131.5 km/h
- 航続距離：4.8時間
- 実用上昇限度：10,560 m
- 上昇力：4,000 mまで4分11秒
- 武装：九七式三型改二7.7mm機銃×2（装弾数各500発）、九九式二号三型20mm機銃×2（装弾数各60発）
- 爆装：30kg爆弾×2

## 保存機

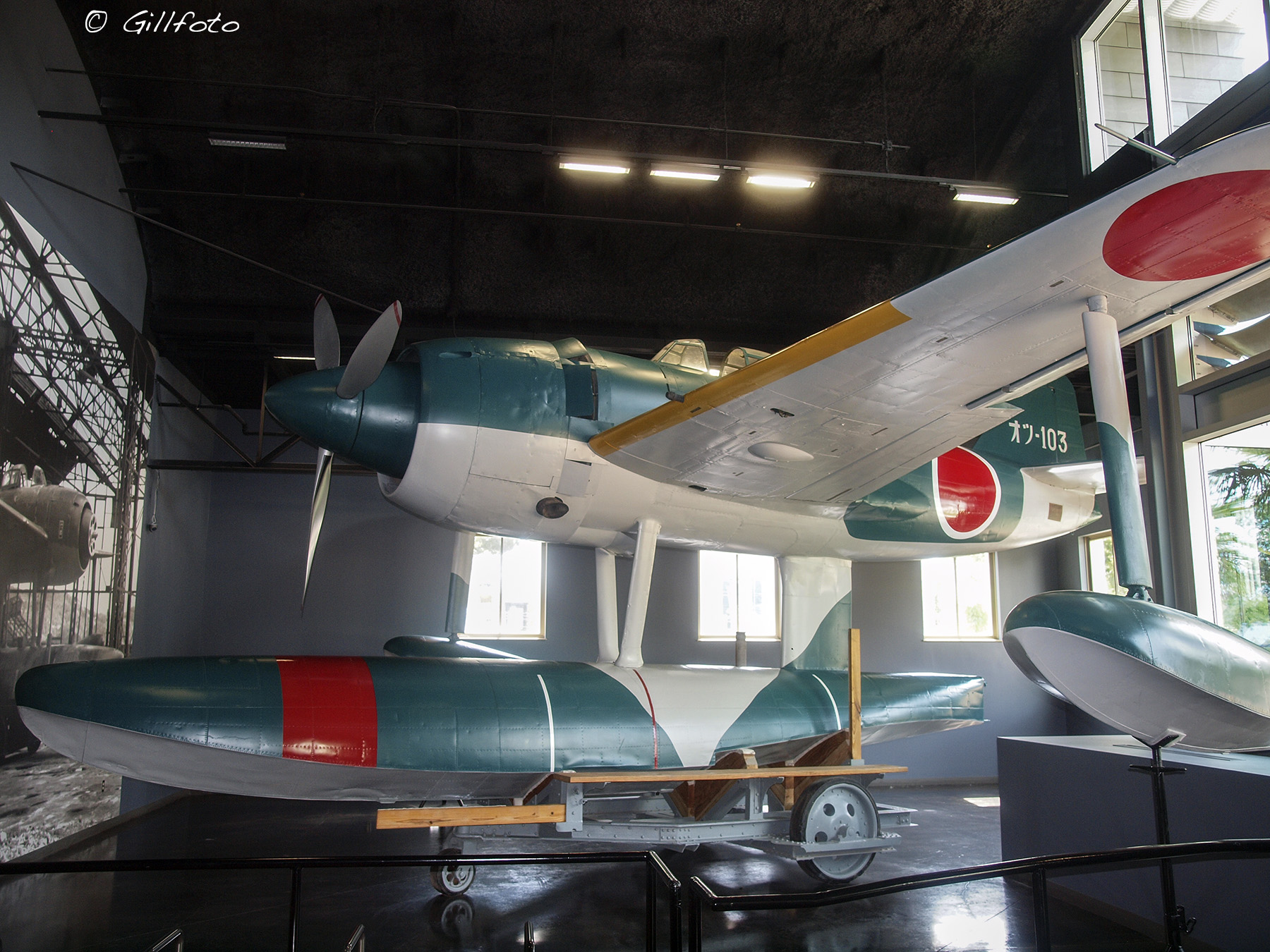
ニミッツ博物館の強風

強風は戦後に性能テストのため4機がアメリカに輸送されたが、そのうちの3機はほぼ全部品が揃った状態でアメリカに現存している。2015年5月現在の状態は以下の通り。
- 川西514号機 - メリーランド州スートランドの国立航空宇宙博物館付属ポール・E・ガーバー維持・復元・保管施設(en:Paul E. Garber Preservation, Restoration, and Storage Facility)で修復中。
- 川西562号機 - テキサス州フレデリックスバーグのニミッツ博物館(en:Admiral Nimitz State Historic Site - National Museum of the Pacific War)で展示中。佐世保航空隊で使用されていたもの。
- 川西565号機 - フロリダ州ペンサコーラの国立海軍航空博物館で修復待ち。

## 登場作品
『艦隊これくしょん -艦これ-』
艦載運用改修を加えた架空型「強風改」「強風改二」が登場。
『WarThunder』
プレイヤーの操縦機体としてランクIIの「二式水上戦闘機」の後継として「強風」の名で登場。